# 南陸運
南陸運株式会社（みなみりくうん）は、鹿児島県大島郡与論町に本拠地を置く交通事業者である。与論島内でホテル事業を運営する南商事の系列会社である。通称「南バス」。

## 事業所
- 鹿児島県大島郡与論町茶花1581-2

## 概説・沿革
与論島内を運行する路線バス事業を行うほか、貸切バス・タクシー事業も行なっている。
- 1960年（昭和35年）6月 - 南タクシー株式会社を設立。
- 1961年（昭和36年）5月 - 現在の社名へ変更。
- 1962年（昭和37年）12月 - 貸切バス事業を開始。

## 事業内容

### バス事業
路線バス
与論島内を一周する1路線のみで、与論港・与論空港のいずれにも乗り入れておらず、島内の移動のみを前提とした路線設定で、停留所以外でも自由乗降が可能である。
2008年（平成20年）4月より運賃改定が行われ、均一運賃（大人200円、小児100円）となっている。また、観光客向けに発行から2日間有効の「来島記念バス乗車券（大人500円、小児300円）」が発売されている。
- 南バス前（茶花） - 与論病院 - 与論小学校前 - 百合ヶ浜入口 - 古里 - 那間 - 南バス前

与論病院を先に回るのが「南回り」、那間を先に回るのが「北回り」と案内されている。
貸切バス
時間貸し料金のほかに、送迎のみの料金が定められている。
車両
日野・レインボーのマイクロバスと中型バス、日野・リエッセIIの計3台が在籍している。保有台数は創業当時から変わらない。

### その他事業
- タクシー事業
- レンタサイクル